# Alfred Gaselee
Sir Alfred Gaselee (Little Yeldham, 3 giugno 1844 – Guildford, 29 marzo 1918) è stato un generale britannico.
È noto soprattutto per aver servito nell'esercito anglo-indiano e aver guidato la spedizione che porta il suo nome durante la rivolta dei Boxer, permettendo all'Alleanza delle otto nazioni di soccorrere le legazioni europee assediate a Pechino.

## Biografia

### Inizi
Gaselee nacque a Little Yeldham, nell'Essex, il 3 giugno 1844, figlio del reverendo John Gaselee, rettore anglicano del villaggio, e della moglie Sarah Anne Mant. Tra il 1853 e il 1863 intraprese gli studi militari, venendo infine ammesso come alfiere nel 93º Reggimento (che divenne in seguito l'Argyll and Sutherland Highlanders), prendendo subito parte alla campagna di Ambela nella provincia della frontiera nord-occidentale contro i predoni dell'Indostan. L'11 ottobre 1866 venne promosso a tenente e fu in seguito trasferito al corpo di stato maggiore del Bengala.
Dopo una parentesi nella spedizione britannica in Abissinia, tornò in India e combatté nella seconda guerra anglo-afghana come quartiermastro generale e assistente di Frederick Roberts, I conte Roberts. Per le sue azioni belliche fu promosso maggiore, e nel 1891 ricevette l'Ordine del Bagno.
Dopo essere stato nominato comandante del 5º Reggimento Gurkha, il 27 Settembre 1893 venne promosso a colonnello e nominato aiutante di campo della regina Vittoria. Combatté poi in Waziristan e nella campagna del Tirah, ricevendo altre onorificenze. Dal 25 luglio 1898 al 3 giugno 1901 servì contemporaneamente come quartiermastro generale dell'esercito in India e come brigadier generale comandando il distretto del Bundelkhand.

### Rivolta dei Boxer
Nell'estate del 1900, dopo lo scoppio della rivolta dei Boxer in Cina e il fallimento della spedizione Seymour per soccorrere gli europei assediati a Pechino, Alfred Gaselee venne scelto per comandare il corpo di spedizione internazionale e il 3 luglio 1900 venne promosso a maggior generale. Gaselee fu nominato a capo dell'omonima spedizione in seguito al rifiuto delle potenze europee di consentire al generale giapponese Yamaguchi Motomi di guidarla, nonostante fosse l'ufficiale di rango più alto presente.
Il comando di Gaselee si dimostrò fermo e determinato, e la spedizione riuscì in breve tempo a raggiungere Pechino e a liberare le legazioni assediate, sottoponendo poi la capitale cinese a una brutale occupazione. Il successo dell'impresa consolidò la fama del generale, e fino al pensionamento nel 1908 rimase uno dei comandanti in capo dell'esercito britannico di stanza in India.

### Ultimi anni
Nonostante non brillasse per intelligenza, la sua efficienza e la sua attitudine lo portarono in breve tempo ad essere ampiamente rispettato. Aveva inoltre un rapporto stretto con i suoi soldati, cosa che lo portò in breve tempo ad essere molto popolare.
I decenni di esperienza in combattimento in India ne avevano fatto uno dei più grandi esperti del subcontinente indiano dell'epoca, e per questo fu nominato al comando del distretto di Lucknow nel Bengala nell'aprile 1901. Fu promosso tenente generale nel 1903 e generale completo il 30 giugno 1906. Divenne comandante in capo del Northern Army in India nel 1907. Si ritirò definitivamente nel 1908 e in seguito morì nella sua residenza di Guildford il 29 marzo 1918. Sposato due volte, non aveva avuto figli.